# Huntingdon Castle
Huntingdon Castle är ett slott i Storbritannien.   Det ligger i grevskapet Cambridgeshire och riksdelen England, i den sydöstra delen av landet, 90 km norr om huvudstaden London. Huntingdon Castle ligger 19 meter över havet.
Terrängen runt Huntingdon Castle är platt. Runt Huntingdon Castle är det ganska tätbefolkat, med 160 invånare per kvadratkilometer. Närmaste större samhälle är Huntingdon, 0,55 km nordväst om Huntingdon Castle. Trakten runt Huntingdon Castle består till största delen av jordbruksmark.